# 在日クルド人
在日クルド人（ざいにちクルドじん、クルド語: Kurdên Japonyayê）は、日本に居住または滞在するクルド人。クルド人は約3000 - 4500万人ほどの民族だが、これまでの歴史で独立した民族国家を形成したことがなく、主にトルコ、シリア、イラン、イラクにまたがった地域（通称「クルディスタン」）に居住する。そのため「国家を持たない最大の民族」と呼ばれる。居住する各国で抑圧された歴史があり、世界各地に離散したクルド人が難民として認定されている。
在日クルド人は約3000人と推定されており、その多くはトルコ南東部（北クルディスタン）出身のトルコ系クルド人が中心だが、シリアやイランなど他国出身のクルド人も存在する（詳細後述）。トルコ系クルド人が多い理由には、トルコ政府による単一民族主義政策に基づくクルド人への抑圧やクルド人民族運動との対立、日本との査証免除協定による入国のしやすさなどが挙げられる。クルド人の難民認定事例は日本では極めて少なく、これまでに認定されたのは極僅かである。多くのクルド人は難民認定されないまま、特定活動などの在留資格で就労許可を得ているが、入管施設への収容を一時的に解かれた仮放免の立場で暮らしている人も少なくない。
2023年春から夏にかけて、国会で入管法改正の論議が高まるなか、クルド人に対する注目が集まった。これに伴い、クルド人が関わったとされる事件や報道キャンペーンが展開され、SNSなどでクルド人を標的としたヘイトスピーチやデマが増加した。ネットだけでなく、活動家らによる在日クルド人を対象とした嫌がらせや排外的なデモ活動も行われるようになった。

## 現状
クルド人は固有の風習や文化、歴史、独自の言語を持つ民族であり、主に中東・南コーカサスのトルコ南東部、シリア北東部、イラン北西部、イラク北部といった複数の国にまたがる「クルディスタン」と呼ばれる地域に居住している。そのため、在日クルド人は出身国の国籍だけでは判別できず、法務省も民族別の集計は行っていない。多くの在日クルド人は、出身国での迫害や抑圧から逃れるため難民として来日している。

### 人口
在日クルド人の数は約3,000人程度と推定されている。2025年時点で、埼玉県の川口市や蕨市を中心に約2,000人が居住している。多くは難民申請中または審査中であり、法務大臣の裁量による在留特別許可を得て働き、税金や健康保険料を納めている。約200人が結婚を通じて、約140人は家族的事情によって在留資格を得ている。また、トルコ国籍のクルド人1名が、難民として正式に認定されている。一方、難民申請が却下され在留資格を失い仮放免状態にある者は約700人とされ、就労や健康保険加入が認められておらず、生活に困窮するケースも多い。人口約60万人の川口市には外国籍住民が約4万人おり、クルド人はその中のごく一部である。

### 出身国
2025年現在、在日クルド人の多くはトルコ出身者とされるが、シリアやイランなど他国出身のクルド人も存在する。また、幼少期に家族と共に来日したり、日本で生まれた者など「在日クルド人2世」も多くいる。

## 歴史
トルコにおける弾圧の歴史

クルディスタンと呼ばれる地域はトルコ、イラク、イラン、シリアの国境を越えて存在する。トルコでは共和国の建国時からトルコ・クルド紛争が続いている。トルコのクルド人は、トルコ政府によってクルド語の出版・放送の禁止、法廷や役所など公的な場所でのクルド語の使用禁止、クルド語の地名のトルコ語への変更、「山岳トルコ人」という名称などの抑圧を受けてきた歴史がある。
1984年、トルコからの分離独立を目指すクルド労働者党（PKK）が武装闘争を開始。トルコ政府はPKKをテロ組織と指定し、掃討作戦を行ってきた。PKKと直接関わりのないクルド人たちも混乱に巻き込まれた。トルコ政府とPKKの衝突で故郷を離れたクルド人は、トルコ政府の発表で35万人、人権団体の発表で300-400万人と推測される。
1990年代のトルコ南東部では、クルド人への弾圧が激化した。トルコ政府とクルド労働者党（PKK）との武力衝突が激しくなり、村落の破壊や住民の避難が相次いだ。1990年代半ばには3000以上の村が破壊され、約300万人のクルド人が避難を余儀なくされたとされる。このような状況から逃れるために、多くのクルド人が日本を含む海外へ移住した。また、日本とトルコの間でビザ免除協定が結ばれたことも、トルコ系クルド人の来日を後押しした。
日本への移住とコミュニティ形成
1990年代以降、トルコ系クルド人が埼玉県蕨市や川口市を中心に定住し始めた。川口や蕨が選ばれた背景には、東京に隣接し交通の便が良いこと、戦前から工場が多く「ものづくりの町」としてイラン人などの外国人労働者を受け入れてきた歴史があること、もともと在日コリアンが多く多国籍化が進んでいたことなどが挙げられる。
川口市のクルド人コミュニティの形成に関しては、複数の初期移住者が知られている。最初に川口に住んだクルド人（通称「川口メフメト（川口メメット）」）は1990年頃に川口へ移り住んだとされる。彼はトルコでの迫害や弾圧を逃れ、当初はオーストラリアへの渡航を目指していたが、イスタンブール空港でイラン人から「川口は暮らしやすい」と勧められたことをきっかけに来日し、川口で生活を始めた。彼は建設業に従事し、親族を呼び寄せたが、1995年にトルコに帰国している。1993年に差別を逃れてトルコから来日した男性は、東京駅で言葉も分からず困窮していたが、通りすがりのパキスタン人の助けで川口に居候し、日本人が敬遠する下水道工事や建築現場、解体業に従事して正規の在留資格を取得、解体業者として成功を収めた。彼を頼って多くのクルド人が川口に集住し、埼玉県南部の解体業界で重要な役割を果たしている。
1997年には日本でクルド難民弁護団が設立され、難民認定を求める活動が始まった。1999年には難民不認定となったクルド人が入国管理局によって強制退去させられ、イスタンブル空港でトルコの警察に逮捕・暴行を受ける事件も起きている。
2003年にはトルコ国籍のクルド人有志による「クルディスタン＆日本友好協会」が設立された。2004年には新年を祝う祭りであるネウロズ（後述）が初めて一般に解放されて蕨市民公園で開催された。トルコでは、クルド人の集会に参加したことをもって処罰され得る状況があり、クルディスタン＆日本友好協会はトルコ政府によってクルディスタン労働者党（PKK）の事務所と見なされた。2006年にレジェップ・タイイップ・エルドアン大統領との会談の席で閉鎖の要望を受けた小泉純一郎総理大臣（当時）は、「クルディスタンという国がないということは知っている。一方で日本は台湾という国を認めていないが、日本には台湾と関係する協会がある」とその関係性を表現した。しかし2008年には、イラク北部のクルド人自治区との経済的つながりを重視する別組織による活動が主導的となり、クルディスタン＆日本友好協会は解体された。
2004年6月から7月には法務省入国管理局の職員がトルコ軍や警察を伴い、難民申請をしている在日クルド人のトルコの実家での現地調査を行い、出稼ぎと結論付け難民不認定処分の証拠とした。UNHCRは原則、難民申請者の安全を守るために、その個人情報を出身国に伝えてはならないとしている。そのため、難民申請者の情報をトルコ政府に伝え、警察やトルコ軍を伴って申請者の家族などの自宅へ赴き、訪問理由も明らかにせず聴取や家宅捜索などを行ったこの調査は、日本弁護士連合会などから「人権侵害」であると問題視された（#法的背景も参照）。また法務省の調査報告に使われた証言について、官憲に囲まれてついた嘘や、やらせなどがあったとの証言や報告がある。またこの調査の際、トルコ当局に名前などを漏洩されたクルド人の元難民申請者が、調査直後に警察から呼び出され、拷問を受けた事例もある。
2005年、国連難民高等弁務官事務所（UNHCR）がマンデート難民と認定したトルコ国籍のクルド人男性とその息子が、日本政府によって強制送還された。法務省入国管理局は、当該父子が迫害を受けていたとされる時期にイギリスに難民申請に出国していたことや、裁判で迫害の主張が否定されたことを理由に難民不認定を維持し、強制送還を実施した。また、難民申請者の個人情報をトルコ政府に提供し、トルコの警察や軍関係者が申請者の家族宅を訪問する調査を行ったことが、国際的な守秘義務違反として批判された（#法的背景も参照）。この強制送還により、父子は日本に残された家族と離れ離れとなり、その後ニュージーランドに第三国定住し難民認定を受けている。
イスラム国（IS）が中東で勢力を拡大していた時期、ISと戦ったクルド女性防衛部隊などのシリア系クルド人勢力は、メディアなどで英雄的に報じられ、国際的な注目を集めた。日本でクルド人への関心が高まり、トルコ系の在日クルド人も、ISと戦うシリア系クルド人に対し連帯の意を示した。
2015年以降、日本で難民申請中の不安定な生活をするクルド人の問題が報道などで取り上げられ、映画『東京クルド（2021年）』や『マイスモールランド（2022年）』などが公開された。
トルコ政府のクルド人政策は軟化した時期もあった。軟化の理由としては、トルコのEU加盟交渉の影響もあった。EUは加盟の条件としてクルド人の権利拡大をあげ、トルコ政府は2001年の憲法改正などを行い、2002年からクルド語の出版や放送を可能とした。しかし、2015年の選挙でクルド系政党の議席が増えると、エルドアン政権はクルディスタンへの空爆やクルド系政党メンバーを逮捕するなど強硬な政策を実行し、クルド系の非政府組織、新聞、テレビ、ラジオ、ニュースサイトも閉鎖された。ジャーナリスト、政治家、活動家、学者らは投獄されたり、弾圧から逃れるため、国外亡命を余儀なくされた（#政治も参照）。このような状況のなか、2015年以降にはクルド人の来日や難民申請者数が増加した。また2015年以降は、日本での文化活動や政治活動を理由として多数の在日クルド人がトルコで政治訴追されることも起きた。2016年にはジズレ作戦によってクルド人数百人がトルコ軍により虐殺された。2016年には、川口市や蕨市周辺トルコ国籍のクルド人は、約1300人に増加した。
2019年にはトルコがシリア北東部へ軍事侵攻を行ったことで、クルド人地域の安全保障環境はさらに不安定化した。トルコ政府は同地域にシリア難民の移住計画を示し、国際社会からクルド人に対する民族浄化であると批判された。またトルコ軍の侵攻によって多数の民間人が犠牲となり、約16万人が避難したとされる。
近年の動向と社会的課題
2022年7月に初めてトルコ国籍のクルド人が難民認定され、複数のメディアで報じられた。
2023年には入管難民法改正の議論が大きく報道され、そのなかで声を上げた在日クルド人にも注目が集まり、SNS上で在日クルド人へのデマやヘイトスピーチが増加した。同年、川口市の病院前での騒動が報じられたことを契機に、SNS上でデマやヘイトスピーチ、排外主義的な投稿が急増した。
2025年5月、トルコ政府がテロ組織に指定していたクルディスタン労働者党（PKK）は、武装解除と組織の解散を宣言した。PKKは、解散の見返りとしてクルド人の権利保証や自治権の拡大を求めている。しかし、クルド人に対する差別や偏見が依然として残っており、すべての戦闘員が武装解除に同意しているわけではないため、和平には課題が残っている。在日クルド人の多くはトルコ出身であり、将来的に安全に帰国できる可能性に期待を寄せているが、トルコにおける政治的・法的な制度整備には時間を要すると見られ、現時点で帰国の動きは広がっていない。

## 法的背景
日本とトルコは90日以内の短期滞在について査証免除措置を取っており、トルコ国籍者はビザなしで日本に入国できる。支援団体によると、難民申請を行うクルド人の多くは観光ビザで日本に入国し、観光などの目的で入国後に難民申請や就労可能な在留資格の取得を目指すケースがあると報告されている。
トルコ政府によるクルド人への迫害が周知とされている国では難民認定率が高い。2021年のUNHCRの報告では、主にクルド人で構成されるトルコ出身の難民認定率は、カナダ95％、アメリカ87％、英国79％、オーストラリア73％などとなっている。しかし日本政府はトルコ政府との友好関係に配慮して、難民認定をせずに帰国をうながす状況となっている。2022年には国連自由権規約人権委員会からも日本の入管制度や難民認定について改善勧告が出されたが、改善はなされていない。2025年2月現在までに難民認定されたクルド人は、2022年に裁判で難民不認定の取り消しを勝ち取った1名のみである（詳細は後述）。
2005年1月、トルコ国籍のクルド人男性とその息子は、迫害を理由に難民申請を行い、UNHCRからマンデート難民として認定されていた。しかし、日本の裁判所は、父子が迫害を受けていたとされる時期にイギリスで難民申請を行っていた事実を重視し、難民不認定の判断を支持した。父子は仮放免の更新申請のため入管に出頭した際に収容され、翌日に強制送還された（難民認定#日本も参照）。これは、UNHCRが難民と認めた者を強制送還した世界初の事例であり、国際的な難民保護の原則に反するとして大きな問題となった。法務省は、送還に関してUNHCRに事前連絡を行わず、裁判所の判断や本人の申請歴を根拠に送還を正当化したが、難民条約のノン・ルフールマン原則（迫害を受ける危険性のある領域に人を送り返すこと）や国際的な守秘義務違反の指摘を受けている。難民支援協会などは、法務省入管管理局が2002年と2004年にクルド人難民申請者の個人情報をトルコ政府に提供したことを重大な守秘義務違反とし、その結果、申請者の家族がトルコの警察や軍関係者による調査や圧力を受けたことを強く批判している。UNHCRも、難民申請者およびその家族に関する情報を出身国に伝えてはならないとする国際基準を重視している。さらに、送還時に当該男性が最高裁で訴訟を継続中であったにもかかわらず、慎重な対応が欠けていたとの批判もある。強制送還後、該当クルド人男性とその家族はニュージーランドに移住し、同国で難民として受け入れられた。
トルコ国籍のクルド人の中には、トルコ当局から迫害を受けるおそれがあるとして日本で難民認定を申請する者が多く、申請者数は毎年数百人から千人を超えることもある。しかし、日本でクルド人が難民として認定された例は長らくなかった。2022年5月の札幌高裁判決では、トルコ当局から拷問を受けたことが認定されたクルド人男性について難民該当性が認められ、日本で初めてトルコ国籍のクルド人が難民認定された。この判決でも、「クルド人である」という民族性のみを理由とした迫害の存在は認められず、個別の事情に基づく判断がなされた。過去には、裁判で難民不認定処分の取り消しが命じられた事例もあったが、判決確定後に再び不認定となったケースもある。
駐日トルコ大使は、産経新聞のインタビューでトルコ国内のクルド人について「選挙権もあり、人権は保障されている」と説明し、クルド人の難民性を否定する立場を示している。また、日本の法務省は、裁判の中で「クルド人であっても民族のアイデンティティを公然と又は政治的に主張しなければ、通常、迫害を受けることはないが、これらを主張したり公の場でクルド語を話すことを支持する人は迫害を受けるリスクがある」と主張している（名古屋地裁判決、2004年）。
在日クルド人の中には、シリアやイランなどトルコ以外の国から来日し、内戦や迫害 などを理由に、日本で難民認定を申請する者もいる。2023年には、トルコ・シリア地震の影響で、被災者やその家族が来日し難民申請を行う事例も報告されている。
在日クルド人の中には、日本に住む親族を頼って来日し、家族とともに難民申請を行う者もいる。
トルコ人がクルド人を装って難民申請を行うケースも存在する。
難民申請の審査には平均で約3年かかるが、審査期間中は一定の条件を満たせば在留が認められ、就労や健康保険への加入が可能となることもある。一方、条件を満たさない場合は原則として収容されるが、近年は収容を解かれて施設外で生活する「仮放免」となるケースが増加している。仮放免は、入国管理局が収容中の外国人について、身柄拘束を一時的に停止し施設外での生活を認める制度であり、住居・行動範囲の制限、定期的な出頭義務などの条件が付される。ただし、在留資格は付与されず、原則として就労や健康保険への加入は認められないため、仮放免者は生活が不安定になりやすい。このため、医療費の全額自己負担や収入の道が絶たれるなど、生活上の困難を抱える例が多く、地方自治体や支援団体からは制度の見直しや支援強化を求める声が上がっている。
2020年12月、川口市の奥ノ木信夫市長は、仮放免者に対する就労許可や健康保険の適用などを求める要望書を法務省に提出した。2023年9月にも奥ノ木市長は法務省に対し、不法行為を行う外国人への厳格な対処（強制送還等）、仮放免者が最低限の生活を維持できるよう就労を可能にする制度の整備、健康保険など行政サービスの国の責任による支援を求める要望書を提出した。市長は、国が仮放免者の実態や帰国率を明示せず、地方自治体に対応を委ねている現状に強い懸念を示している。国は、一定の条件を満たす外国人の子どもに在留特別許可を与える方針や、仮放免者の就労を可能にする「監理措置」制度の導入を進めている。
2024年6月10日、難民申請制度を巡る課題への対応として改正入管法が施行され、3回目以降の難民申請者については、相当の理由がない限り強制送還が可能となった。2024年3月時点で、2回目以上の申請者は全国に1,661人おり、その約4分の1がトルコ国籍であるとされる。この改正により、長期間にわたり仮放免状態で日本に滞在してきた在日クルド人も、3回目以降の申請で強制送還の対象となる可能性がある。一方で、日本で生まれ育ったクルド人の子どもたちについては、2023年8月に法務大臣が「在留特別許可」を特例で与える方針を示しており、親とともに強制送還される恐れがある子どもに対して救済措置が講じられている。しかし、この特例は限定的であり、すべての子どもが対象となるわけではなく、依然として強制送還の不安が残っている。また、強制送還が迫害の恐れのあるトルコに対して行われることに対し、在日クルド人や支援団体からは強い反発と不安の声が上がっており、審査の透明性や人道的配慮を求める声も存在する。

## 生活・文化

### 地域
在日クルド人の多くは埼玉県のJR蕨駅を中心とした川口市・蕨市エリアに居住している。この地域はクルディスタンにちなんで「ワラビスタン」と呼ばれることもある。ただし、他の地域にも居住者が存在する。

### 言語
在日クルド人の多くはトルコ出身であり、クルド語（主にクルマンジー方言）とトルコ語を使用している。クルド語は地域によって方言差が大きいが、在日クルド人の多くは北部方言のクルマンジーを話す。お互いにコミュニケーションをする時は、多くの場合はクルマンジーよりもトルコ語を使う。出身地がトルコ語圏の都市に隣接しているため、トルコ語が主な言語になっている事情が影響している。
日本語の習得状況は家庭や個人によって異なり、一部の家庭では日本語教育を優先しクルド語を教えない場合もある。伝統的にトルコのクルド人は農業や酪農、都市部での多様な労働に従事してきたが、来日後は解体業などに従事する者も多い。男性は仕事を通じて日本語を習得しやすいが、女性は家庭内にいることが多く日本語に接する機会が少ないこともある。病院や役所、学校などで日本語が必要な場合には、日本語を話せるクルド人が通訳を担うこともある。
地域住民と共存するためには日本語能力が不可欠であり、言語の壁は日本人コミュニティとのギャップや文化・慣習の理解にも影響している。このため、クルド文化協会や支援団体、ボランティアによる日本語教室が運営されており、子どもや女性を含む多くのクルド人が日本語学習の機会を得ている。日本語学習は、学校での学習や友人関係の構築、日常生活や行政手続き、地域社会への参加や自立に役立っている。

### 宗教
クルド人の宗教は多様であるが、一般的にはイスラム教スンナ派が多数を占める。シーア派、ヤズィーディー教徒、アレヴィー派などの宗教的少数派も存在する。もともとクルド人は伝統的な山岳信仰や多神教的なゾロアスター教の文化を継承してきた民族であり、日本と宗教観が似ている。『異教の隣人（釈徹宗、2018年）』によれば、クルド人は宗教を問われると「イスラム教」と答えることが多いものの、宗教意識はあまり高くないとされる。また、PKK指導者アブドゥッラー・オジャランはクルド民族主義の象徴としてゾロアスター教を利用することがあり、これに同調するヤズィーディー教徒やアレヴィー派のクルド人も存在する。なお、イランやインドで信仰されている伝統的なゾロアスター教と、政治的背景からトルコで「復活」した新しいゾロアスター教には多くの相違点がある。

### ネウロズ

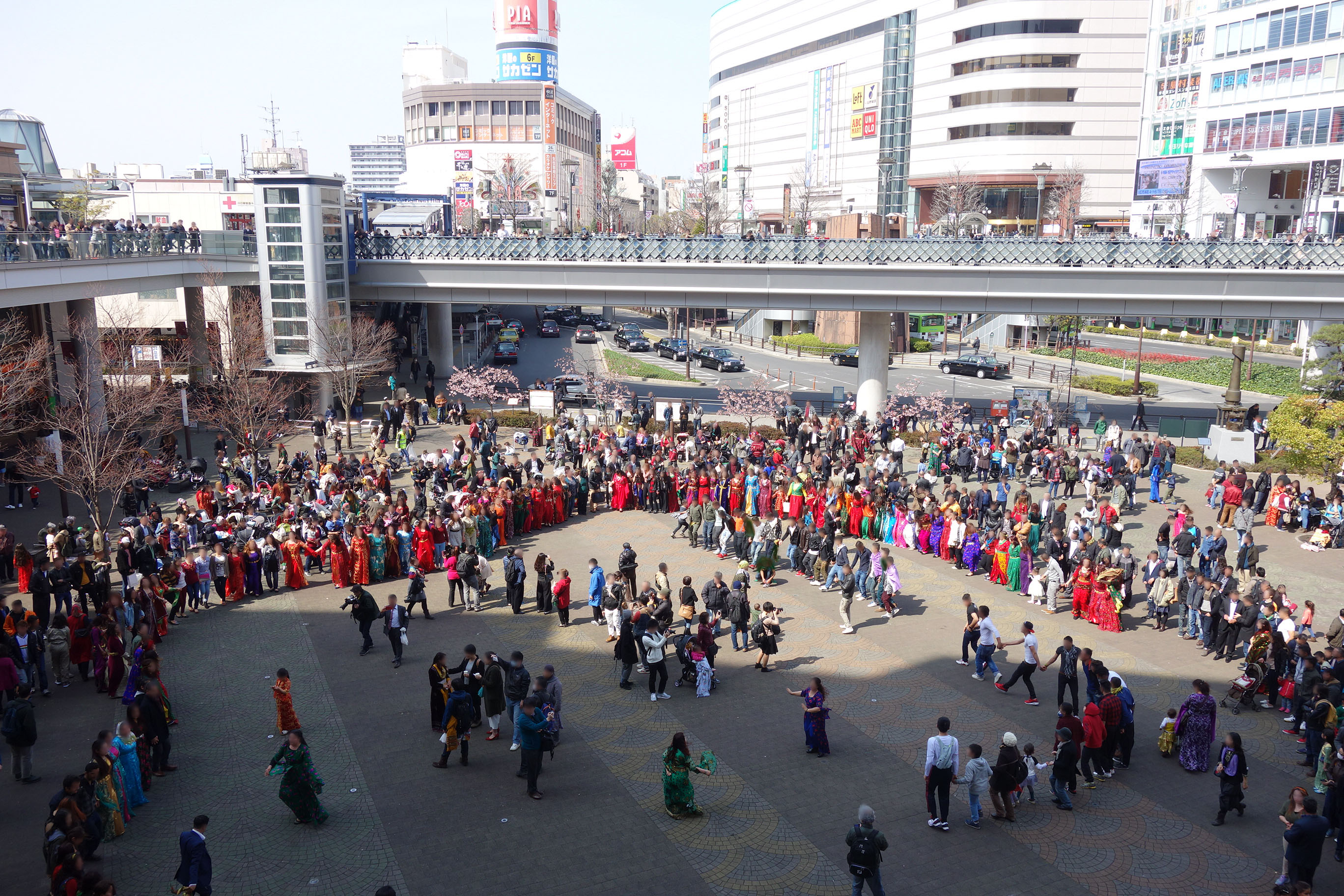
2017年、川口駅前広場で開催されたネウロズの様子

ネウロズ（ネブロス、ノウルーズとも）はクルド語で「新しい日」を意味し、クルド人をはじめとする多民族に共通する春の新年祭である。世界的にはイランの新年祭として知られるが、トルコにおいてはクルド人のアイデンティティと深く結びついており、クルドの伝説的英雄カワがアッシリアの悪王を倒した日とされている。
トルコでは長年にわたりクルド人の文化や歴史が抑圧され、ネウロズの祝祭もたびたび禁止や弾圧の対象となった。1991年には国際的な圧力もあり、「Nevruz」として公式に祝うことが認められたが、クルド語の「Newroz」という表記は禁じられ、これを理由に起訴された事例もある。1992年の祝祭では、トルコ治安部隊によって90人以上のクルド人が殺害される事件が発生し、2008年にも参加者2人が死亡している。現在では公式に祝祭が認められているが、一部地域では警察との衝突や弾圧が続いている。
埼玉県では、1997年頃から毎年3月にクルド人の新年祭としてネウロズが開催されている。1992年にトルコのネウロズで警察に逮捕・拷問を受けて日本に亡命したクルド人は、ネウロズを祝う際に「自分たちの旗を飾っても、ここでは抑圧されない」と実感し、日本でクルド文化を伝える活動を始めた。この様子はクルド語の衛星放送MED TVでも放映された。
2004年には初めて一般に解放されて蕨市民公園で開催された。この祭りはクルド人の文化やアイデンティティの表現の場であると同時に、地域住民との交流の機会ともなっている。近年は日本人の参加も増え、共生の象徴としての側面も持つようになっている。2015年以降は民族衣装を着た若いクルド人女性の参加が増加し、2016年の開催宣言では日本人への感謝とシリア内戦で闘うクルド人への黙祷が行われた。2017年は川口駅前広場で、2018年からは秋ヶ瀬公園で開催されている。近年は日本クルド文化協会が主催し、クルド人支援団体も運営に協力している。
2020年から2022年までは新型コロナウイルスの影響で中断されたが、2023年3月21日にさいたま市秋ヶ瀬公園で2年ぶりに開催され、クルド料理や書籍販売のブースも設けられた。
2024年3月20日にも秋ヶ瀬公園で開催されたが、会場脇では旭日旗を掲げた差別主義者が拡声器で妨害を試み、運営スタッフと警察官によって入場を阻止されていた。ネウロズがこのような妨害を受けたのは初めてであった。開催に先立つ2024年1月、県公園緑地協会は開催反対派からの抗議を理由に一時的に公園の使用を認めなかったが、主催団体の抗議を受けて方針を撤回し、謝罪した。開催にあたっては楽器演奏を控える条件が付けられたものの、当日は約1,000人のクルド人や日本人が参加し、民族衣装をまとった参加者が伝統的な踊りを披露した。埼玉県警が警備にあたり、一部の反対者が抗議したものの、混乱はなかった。2025年のネウロズでも妨害行為が確認されている。

### 出身
日本の埼玉県に在住するクルド人の多くは、2023年のトルコ・シリア地震の被災地であるトルコ南東部、特にガジアンテップやカフラマンマラシュ、アドゥヤマン、シャンルウルファなどの都市やその近郊の村の出身である。
クルド人ジャーナリストのイルファン・アクタンによると、2022年時点で約80％がマヒカン族と呼ばれる部族で構成されている。マヒカン族はもともとデルスィム周辺に居住していたが、1937年の弾圧を逃れてアドゥヤマン県ギョルバシュ郡のマヒカン（Mahkânlı）村を築いた。この村は多くの在日クルド人の故郷とされるが、、現在は存在せず、カフラマンマラシュ県のヒュリエット（Hürriyet）に移動している。
山岳地帯に散在するクルド人は、地縁的性格の強い部族（アシーラ）を形成し、一族の長であるアーガーが儀式や裁判、税金徴収などを担う。イルファン・アクタンの調査によれば、在日クルド人社会にはアーガーが存在せず、問題解決に時間を要することが多い。また、マヒカン族以外の少数派は孤立しやすいという。

### 教育
難民申請を繰り返し在留資格がないまま滞在し続けた世代の2世が、2023年時点で約200人誕生しており、日本の公立学校に通っている。2016年には、2世から初めての大学進学者が誕生した。
日本の法制度では外国籍の子どもに就学義務は課されていないが、教育を受ける権利は保障されており、多くの自治体で外国籍の子どもも公立学校への通学が奨励されている。また、子どもの権利条約や文部科学省の通達により、難民申請を認められなかったなどの事情で在留資格を喪失した児童であっても、教育を受ける権利は保証されている。しかし、教育が保証されているのは義務教育までであり、その後も学び続けられるかは分からない。進学できたとしても、また、卒業して何かできる技術をもっていても、在留資格がないと働けない。さらに、言語の壁や一部の家庭での教育への消極性などの課題もあり、未来に希望を持てない状況が報告されている。政府は2023年8月、日本で生まれ育っていても在留資格がない小学生から高校生の外国人の子どもについて、親に国内での重大な犯罪歴がないなどの一定の条件を満たしていれば、親子に「在留特別許可」を与え、滞在を認める方針を示した。また、入管が認めた監理人と呼ばれる支援者らのもとで生活ができる「監理措置」という制度が改正入管法の下で近々導入され、就労をすることが可能になる予定である。

### 収容所生活や送還
祖国に帰国した後、再度の渡日を試みたクルド人が入管当局により上陸拒否を受け、空港で抗議行動やハンガーストライキを行うケースが報じられている。また、一部の収容者は送還時に抵抗として空港で暴れたり、施設内で抗議活動を行うこともある。これらの行動は入管当局と収容者間の緊張を反映しており、問題の複雑さを示している。
在留資格をもたず入国者収容所から仮放免されている者は就労が禁止され、国民健康保険への加入もできないなど、日常生活に支障をきたしている。クルド人支援団体「在日クルド人と共に」はこうした仮放免者への支援活動を行っている。
収容所内の環境については、クルド人らから劣悪であるとの指摘があり、過去には収容中の暴行事件や死者も報告されている。

## 政治
クルド人はトルコ、イラク、イランなど出身地によって政治的立場が異なり、文化的違いよりも政治的志向によって分化している。在日クルド人の多くはトルコ系であるため、国内での政治的分断は比較的希薄とされる。在日クルド人の支持を集めているクルド系トルコ政党は国民民主主義党（HDP）であり、多数の在日クルド人が参加している。HDPはトルコにおける選挙で日本から票を獲得した最初の政党である。HDPの共同党首で大統領候補となったセラハッティン・デミルタシュは、クルド人とザザ人のルーツを持ち、在日クルド人の間で英雄的な存在とみなされている。
在日クルド人は一般的にトルコ政府に反対する集団と見られる傾向があるが、在日トルコ人の中にもトルコ政府に反対する者がおり、そうした立場の在日トルコ人は在日クルド人と政治的な目的を共有することもある。一方でトルコ政府を支持する在日トルコ人とは緊張関係が生じる可能性がある。

### トルコ政府との関係
2014年、シリア北東部のクルド人居住地域であるロジャヴァがISIL（イスラム国）の攻撃を受けた際、在日クルド人の女性が料理の販売を通じて得た収益をロジャヴァの支援に充てた。また、2023年のトルコ・シリア地震の被災時には、被災地出身の在日クルド人の約95%が支援活動に参加し、寄付を集めた。これらの支援活動には、日本クルド文化協会やトルコのクルド系政党である国民民主主義党（HDP）も協力している。一方、トルコ政府はこうした募金活動で集まった約4,000万円の資金がクルディスタン労働者党（PKK）への送金にあたるとして、テロ資金の調達に該当するとみなした。これに対し、日本クルド文化協会はPKKとの関係を否定し、募金は被災者支援のためのものであると述べている。
2015年6月のトルコ総選挙で野党の国民民主主義党（HDP）が躍進して以降、トルコ政府はクルディスタン労働者党（PKK）を武装集団として弾圧し、クルド人地域への空爆を行うなどした。2015年10月25日には、11月1日のトルコ総選挙の在外事前投票会場であった在日トルコ大使館周辺で、トルコ政府支持の在日トルコ人と在日クルド人の間で乱闘が発生し、日本国内でも両者の対立が表面化した。この事件について、日本クルド文化協会は会見で騒動について謝罪し、トルコ人との対立を望まない旨を表明した。また騒動の原因がクルド人とトルコ人双方が支持する政党や組織の旗を掲げたことが原因と報じられていたことに対し、クルド側の旗の掲揚について否定した。
2023年のトルコ総選挙では、在日トルコ国籍者の投票において、HDPなどが統一名簿に加わった緑の左派党（選挙後に人民平等民主党に改称）が約31%と、在外投票で唯一、第一位の得票を得た。
2023年12月、トルコ政府は日本の「日本クルド文化協会」や「クルディスタン赤月」の2団体と関係者などに対し、PKKへの支援を理由にトルコ国内の資産凍結を行った。日本政府はこれらの団体および個人について、テロリストやテロ組織支援者との認定をしていないことを明らかにしている。国際的には、トルコ政府が「テロ対策」の名の下にクルド人、野党関係者、人権活動家などに対して広範な弾圧を行っているとの指摘がある。アメリカ国務省人権報告書や、英国内務省の報告書では、トルコ政府が政治的な目的のために拘束や資産凍結を行っている可能性が指摘されており、拘禁者の多くが実質的にはテロリズムと無関係であり、与党公正発展党（AKP）への批判的言説の封殺や、AKPへの政治的敵対勢力の弱体化、HDP及び連携政党の弱体化が目的と報告されている。例えば、クルド系政党HDPの共同党首であるセラハッティン・デミルタシュは、PKKとの関係を否定しながらも2016年から逮捕・収監されており、欧州人権裁判所やトルコ憲法裁判所からは釈放命令が出されているが、現在も収監が続いている。成蹊大学の伊藤昌亮教授は、「クルド人がトルコ政府からテロ組織支援者と指定されたことは、トルコで迫害される恐れがある難民であることの証明だが、日本国内では逆の文脈に受け取られてしまっている」と指摘している。

### トルコの徴兵制度とクルド人
トルコでは18歳から40歳の男性に兵役義務が課されており、クルド人も徴兵の対象となる。クルド人徴集兵は南東部のPKKとの紛争地域に配属される場合があり、徴兵に応じれば同じクルド人と戦わなくてはならない状況が生じることもある。兵役回避や脱走には刑罰が科され、民間代替役務は認められていない。このため、兵役を忌避して国外に脱出するクルド人や、PKKへの参加が兵役回避の一因となる場合があると指摘されている。米国国務省の「2021年国際宗教自由報告書」によれば、不審死・被害者協会は、2000年から2020年にかけて徴兵中に死亡した兵士の約80%がアレヴィ派またはクルド人であったと推定している。2021年の米国国務省報告書や各種人権団体の指摘によれば、アレヴィ派やクルド人などの少数派出身の徴集兵の間で、軍隊内での不審死が報告されている。

### 政治的支援
日本共産党の本村伸子と仁比聡平は、トルコの人民平等民主党（DEM）所属の国会議員メラル・ダニス・ベスタスおよびバジール・コシュクン・パラルクと懇談し、在日クルド人の難民人権問題について意見交換を行った。同党内の「外国人の人権・労働・共生に関する委員会」は、支援団体やクルド人との懇親会を開催している。

### 埼玉2区選挙におけるクルド人関連の争点
2024年10月の衆議院選挙では、川口市南部を含む埼玉2区選挙区で「クルド人問題」への対応を争点とする候補者が複数見られた。日本維新の会前職の高橋英明や自民党前職の新藤義孝は、治安確保や不法滞在者対策の観点からクルド人問題への対応強化を訴えた。また、れいわ新選組元市議の小山千帆は、一部外国人による犯罪取り締まり強化を求める意見書に賛成したことをきっかけに離党し、その後立憲民主党の公認候補に内定したが、「立憲の立場と矛盾するのではないか」と党内外から批判を受ける事態となった。

## 経済
川口市を含む埼玉県南部では製造業が盛んであり、その労働力を必要としてきた歴史がある。バブル期には外国人労働者が増加し、西アジアや中東地域からの労働者も多く、クルド人コミュニティもその一部を形成している。初期にはイラン系クルド人が川口に定住し、家族や同郷者が集まることで経済活動が活発化した点は、他の在日外国人コミュニティと共通している。

### 就労・収入
在日クルド人の多くは解体業に従事している。また、故郷の主食であるケバブを提供する飲食店やクルド料理店も存在し、地域の食文化に貢献している。難民申請が不許可となり送還を拒否した仮放免者は就労が禁止されているため、生活困窮者も多い。これを受け、川口市長らは仮放免者の就労を可能にする制度整備を国に求めている。

### 飲食業

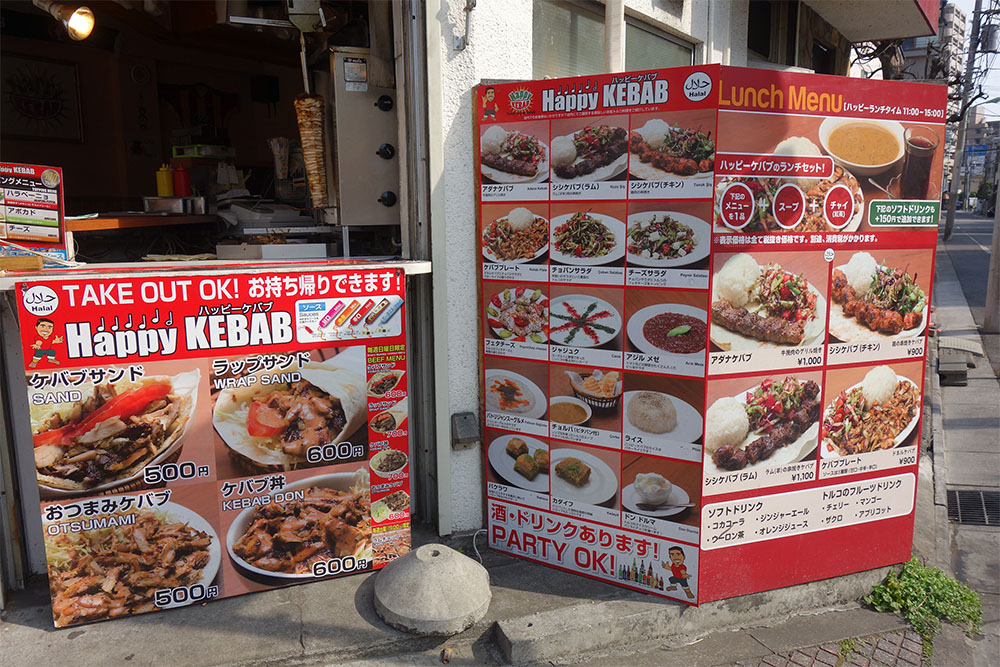
ハッピーケバブ蕨店（2017年）

クルド人の出身地域によってトルコ料理やアラブ料理など特色が異なり、店舗ごとにメニューも多様である。ガジアンテップ出身者が多く、ラフマジュンやケバブ、豆のスープ、イチリキョフテ、ヨーグルト飲料のアイランなどを提供する店がある。早朝から営業する店もあり、近隣にはハラルフードやスパイスなど西アジア料理の食材を扱う店舗も見られる。飲食店の顧客には日本人も多い。
2024年の能登半島地震では、在日クルド人のケバブ料理店がキッチンカーで被災者に食事を提供した。雪が降る季節を考慮して、ケバブの他にチョルバというスープを仕込み、防寒具も用意した。2023年2月に起きたトルコ・シリア地震での日本からの支援への恩返しの意図もあった。また、東日本大震災や熊本地震でもボランティア活動に参加した。

### 解体業
解体業は肉体労働や粉塵被害などの健康リスクがあるため、日本人労働者から敬遠されがちで、慢性的な人手不足が続いている。厚生労働省や業界団体の調査でも、建設業全体の高齢化と若手不足が深刻化しており、解体業界も例外ではない。このため、埼玉県川口市周辺をはじめ全国的に外国人労働者の受け入れが進んでいる。特に川口市やその周辺では、クルド人を中心とするトルコ国籍の外国人が多く解体業に従事している。
当初は雇用される立場であったが、近年は一部が独立して経営に携わる例も増えている。2011年の東日本大震災以降、日本の企業が被災地の仕事を請け負うようになり、クルド人経営の会社が設立されるようになった。2016年時点でクルド人経営の解体業者は20社ほどで、2025年5月時点では、埼玉県の解体業者の約170社がクルド人の会社である。経営や役員就任には「経営・管理」や「永住者」「定住者」「日本人の配偶者等」「永住者の配偶者等」などの在留資格が必要であり、仮放免や特定活動資格では経営活動は認められていない。外国人が経営する企業では、日本人や非クルド人も雇用されており、クルド人作業員は日本人作業員と円滑にコミュニケーションを取り、真面目で勤勉だと評価する声もある。

## 社会問題

### 地域社会との関係と課題
埼玉県川口市や蕨市など、在日クルド人コミュニティが多く暮らす地域では、文化や生活習慣の違いからゴミ出しルールや騒音をめぐる住民との摩擦が報じられている。こうした課題は外国人コミュニティ全体に共通しており、川口市には中国人やベトナム人など他国籍の住民も多いが、クルド人を含むトルコ国籍者は約1200人と少数派である。地域住民との関係は時間とともに改善されている部分もある一方、2024年には蕨・川口市外からの差別的な意見や誤解による摩擦が増加している。
2023年6月、川口市議会は「一部外国人による犯罪の取り締まり強化を求める意見書」を可決し、国や県に提出した。この意見書では、市内に約4万人の外国籍住民がいることや、住民票を持たない仮放免中の外国人も相当数いると推定されることに言及し、多くの外国人は善良に暮らしている一方で、一部外国人による暴走行為やあおり運転などの問題が指摘され、警察官の増員やパトロール強化を求めている。特定の国籍や民族名は明記されていないが、市議からは「在日クルド人を念頭に置いた議論だった」との説明もある。作成者の一人である若谷正巳市議（自民党市議団幹事長）は「外国人排除を目的としたものではない」と述べている。意見書採択の背景には、2023年4月の市議選で治安への不安の声が有権者から寄せられていたことがある。なお、川口市の2022年の認知犯罪件数は3815件（うち1205件は自転車盗）で、2008年のピーク時（1万6314件）と比べて4分の1に減少している。意見書は地域の治安維持のために警察力の強化を求めるものであり、一部外国人による犯罪行為への対処を求める内容となっている。2024年12月の衆院予算委員会では、地元選出の議員が「クルド系の集団迷惑行為や事件、事故が頻発している」と発言し、国会でもこの問題が取り上げられた。川口市は住民からの苦情を受け、市内のヤードに対して週2回のパトロールを実施し、騒音や振動が確認されれば指導するとしている。
2023年以降、SNS上では廃材を積んだトラックや改造車両などに対し、所有者がクルド人かどうかに関わらず「クルドカー」と呼ぶ蔑称が使われ、在日クルド人への偏見や中傷が拡散する一因となっている。
クルド人側も夜間巡回や清掃活動などを通じて、地域社会との共生を目指す取り組みを行っている。2005年からは日本クルド友好協会が文化交流会や日本語教室、公園の清掃活動などを実施してきた。2016年からはクルド人と日本人有志による安全パトロールが始まり、2017年には地元警察との合同パトロールも行われるようになった。2023年11月には埼玉県警や日本クルド文化協会、川口市役所、地元町内会、東京出入国在留管理局などが合同でパトロールを実施した。
2024年には、「私たちの存在を、消さないで。Native Lives Matter（地域住民の命は大切）」と訴える画像がSNSで拡散され、地域住民の声として一部メディアで紹介された。一方、在日クルド人への差別的なメールや電話、ヘイトスピーチが増加し、社会問題となっている。SNSや一部報道では、個別の事件やトラブルが繰り返し取り上げられ、クルド人全体への偏見や差別を助長していると指摘されている。支援団体や専門家は「一部の個人の犯罪を理由に民族単位で批判するのは差別である」として、ネット上のデマやヘイトの拡大に警鐘を鳴らしている。また、川口市でクルド人による犯罪が頻発しているという印象は実態と異なり、市内の治安は改善傾向にあるとのデータも示されている。

### トルコ大使館前の乱闘
2015年10月25日、東京都渋谷区の在日本トルコ大使館前で、同日に行われたトルコ総選挙の在外投票をめぐり、トルコ人とクルド人の間で乱闘が発生した。警察は機動隊を派遣し、負傷者が出る騒ぎとなった。乱闘の発端はクルド系トルコ人が親クルド政党の旗を掲げたことや、トルコ人側がクルド人を「テロリスト」と呼んだことにあるとされるが、詳細は明らかでない。クルド側は、クルド人が投票するのを妨害する意図があったと指摘し、与党公正発展党（AKP）支持のトルコ人から襲撃を受けたと説明している。在日クルド人は緑の左派党に投票した。この事件はトルコ国内でも報じられ、トルコの政治的緊張やクルド問題の反映とみられている。2015年当時、トルコではクルド系政党の躍進や政府とクルド人勢力との対立が続いており、在外投票の場でもその緊張が表面化した形となった。

### 牛久入管における暴行事件と裁判
茨城県牛久市の東日本入国管理センター（牛久入管）に収容されていたトルコ出身のクルド人男性は、2019年に睡眠薬を求めた際に拒否され抗議したところ、職員から暴行を受けた。彼は手首をひねられ、口や鼻を塞がれるなどの制圧を受け、精神的苦痛を負ったとして国を相手に損害賠償を求めた。2023年、東京地裁は一部の制圧行為を違法と認定し国に賠償を命じたが、精神疾患との因果関係は認めなかった。最高裁も国の上告を退け賠償命令が確定した。この裁判で国側が提出した男性が職員に制圧される映像は、ドキュメンタリー映画『牛久』（2021年）でも取り上げられた。映画は被収容者の証言や暴行映像を通じて入管施設の過酷な実態を告発し、国際的に評価された。

### 職務質問事件と抗議デモ
2020年5月22日、東京都渋谷区で在日クルド人の男性が警察官の職務質問を拒否した際、警察官が威圧的な対応を取り、男性が負傷する事件が発生した。この様子がSNSで拡散され、5月30日と6月6日に渋谷署前で「外国人差別」や「人権侵害」を訴える抗議デモが行われた。6月6日のデモでは、米国の「ANTIFA」の旗も掲げられ、多くの外国人が参加したと報じられている。しかし、在日クルド人団体である日本クルド文化協会はこれらのデモに関与せず、支持もしていないと明言している。同協会は、事件の発端となった男性の行為は日本の法律や慣習に照らして擁護できず、今回のデモはかえって在日クルド人への偏見を助長したと批判している。また、デモ参加者の多くは普段クルド人支援活動に関わらない日本人であったと指摘している。

### 川口市立医療センター周辺での騒動
2023年7月4日夜、埼玉県川口市内の路上でクルド人同士の傷害事件が発生し、負傷者が川口市立医療センターに搬送された。その後、親族や知人らが病院周辺に集まる騒ぎとなり、病院は一時的に救急受け入れを停止した。騒動については、当事者の一人が「喧嘩を止めるために集まったのに、大勢で喧嘩をしたという逆の報道になってしまった」と説明している。SNS上で拡散された動画には、クルド人男性が他のクルド人に「大丈夫だ！何も問題はない！」と説得する様子が映っていた。傷害事件については、警察が逮捕した容疑者は全員不起訴となっている。この騒動は一部メディアで大きく報じられたものの、実態以上に誇張された側面が強く、後にSNSなどで「クルド人は犯罪集団」といった偏見やヘイトスピーチが拡散するきっかけとなった。

## 差別・ヘイト
2023年以降、入管法改正をめぐる議論や一部事件の報道を背景に、在日クルド人を標的としたヘイトスピーチや排外的なデモが、SNSや現実社会で急増している。川口市や蕨市などのクルド人コミュニティでは、虚偽情報や誹謗中傷、嫌がらせ、差別的な街宣活動が相次ぎ、社会問題となっている。

## 在日クルド団体と関連人物

### 日本クルド文化協会
一般社団法人日本クルド文化協会は、埼玉県川口市を中心に2013年から活動する在日クルド人の団体である。前身は2003年に設立されたクルディスタン&日本友好協会であったが、その後活動を停止し、2012年に現在の日本クルド文化協会が設立され、在日クルド人コミュニティの代表的な存在となっている。同協会は日本社会にクルド文化を紹介し、クルド民族の文化的アイデンティティの保持と次世代への継承を目的としている。文化活動が中心で、言語コースやフォークロア（民俗芸能）活動、子ども向け社会的イベント、クルド料理教室、フットサル大会、音楽コンサートなどを企画し、地域のクルド人コミュニティの多くの活動を主催または支援している。同協会はパトロールや清掃活動を続け、文化を通じた平和活動にも力を入れている。能登半島地震の時には炊き出しなどのボランティア活動に参加した。
事務局長のワッカス・チョーラク（Vakkas Çolak）は、2006年にトルコのディジュレ大学でトルコ語・トルコ文学学士号および教育学修士号を取得し、2009年から日本に在住している。日本クルド友好協会の秘書兼通訳を務めた後、2017年にクルド料理店を開店しオーナーとなった。クルド映画の字幕翻訳や表現監修、製作協力を行い、クルド民族に関するセミナーも開催している。2019年から東京外国語大学でクルド語講師を務め、同大学院総合国際学研究院の研究員（2021-2023、2025年）でもある。日本語 - クルド語の辞書や文法書の編纂、料理本『クルドの食卓』への協力、川端康成『雪國』のクルド語翻訳など文化紹介活動にも取り組んでいる。2018年の映画『東京クルド』や2024年公開の『マイスモールランド』など、在日クルド人を題材にした映画制作にも関わっている。
2023年11月、トルコ政府は日本クルド文化協会および関係者数名を、クルディスタン労働者党（PKK）への支援者としてトルコ国内の資産凍結の制裁対象に指定した。同協会は主に文化活動を行っており、PKKとの関係を否定している。日本の警察や法務省も同協会をテロ組織とは認定していない。また、チョーラクはトルコ国内に資産を持っていないと述べている。
2024年2月には、チョーラクはアラブ・ニュース・ジャパンで日本におけるヘイトスピーチや差別に対する支援を訴え、在日クルド人の社会的状況や同協会の設立目的について説明した。また、同月に蕨市で行われた排外主義的なデモに対しては「（差別者は）精神病院に行け」と発言し、後に謝罪した。
2023年以降、川口市を中心にクルド人に対する差別的な投稿や排斥デモが増加し、同協会は2025年に川口市周辺でのヘイトスピーチや排外主義的デモに対し、名誉毀損や差別的言動の差し止めを求めて訴訟を起こすなど、法的措置も含めた対応を進めている。

## 支援団体と関連人物
日本におけるクルド人関連団体は、クルド人が運営するものと日本人が運営するものに大別される。クルド人の運営組織は、クルドの文化・政治的なアイデンティティを守ることに重点をおいている。一方、日本人の運営組織は、在日クルド人の状況や文化を地域社会に伝える活動や、在日クルド人が日本社会に溶け込めるよう支援することに力を入れている。日本人支援者の多くは政治的関与を避ける傾向にあり、文化的な交流や、言語・文化・社会問題としてクルド人の状況を捉えている。

### クルドを知る会
2003年にクルドの文化や歴史を日本に紹介し、理解を深めることを目的として結成された。主な活動は、クルド人と日本人の文化交流、在日クルド人の生活支援、入管・難民問題の啓発である。具体的には、クルドの口承文芸の語り部であるデングベジュの紹介、仕事や生活に困窮する外国人のための相談会の開催、入管や難民政策に関する人権状況をテーマにした日本教育会館でのイベントの実施などを行っている。この団体は、2003年に日本で初めて結成された在日クルド人組織「クルディスタン＆日本友好協会」を支援するために設立され、当初はクルド文化の紹介が主な目的であったが、在日クルド人の多くが難民申請者であることから、彼らが直面する生活・医療・教育の課題に対応するため、支援活動の範囲を広げてきた。現在では2世・3世の増加に伴い、子どもたちの教育支援や医療相談にも取り組んでいる。埼玉県蕨市に事務所を構え、日本語教室の開催や生活相談、地域の医療機関との連携など多様な支援を行っている。

### 在日クルド人と共に（HEVAL）
2022年から、「クルドを知る会」から地域活動団体として独立した。HEVALはクルド語で「友達」を意味し、社会の一員である在日クルド人と共に未来を築きたいという思いが込められている。主な活動は教育支援、医療支援、交流と地域コミュニティづくり、入管収容者への面会活動である。日本語教室の開催や、クルド料理教室、クルド人を含む9か国の料理販売や伝統楽器の演奏を行う「ともくらフェス」の開催、写真展の開催などを行っている。団体は、主に埼玉県川口市・蕨市に在住する在日クルド人を中心に支援を行っており、仮放免状態にある人々の就労禁止や医療保険未加入、移動制限などの厳しい状況を踏まえ、日本の難民認定制度や入国管理制度の抜本的な見直しを求めるとともに、地域住民との相互理解の促進を目指している。代表理事は温井立央であり、日本クルド文化協会主催のネウロズ運営にも協力している。

### 日本クルド交流連絡会
2024年1月に発足。顧問は一水会代表木村三浩、事務局長は坪内隆彦。クルド人はアジアの同胞であり良き隣人であるとの認識のもと、彼らが日本社会の一員としてルールを守り共生することを支援し、相互理解の促進を目指している。

### 木下顕伸
保守派の活動家として知られ木下顕伸は、日本クルド友好議員連盟の事務局長であり、一般社団法人日本クルド友好協会の代表理事も務めている。クルド人支援の動機については、「大アジア主義」と「国益（石油・天然ガスなど資源確保）」を挙げており、クルド人の国際的ネットワークを日本の利益に活かすことを目指していると述べている。「本来、保守は排外主義ではない」とも発言している。

### 日本クルド学生連盟
日本とクルドの学生が協力をして難民問題に対処する目的で設立された。クルド人の難民問題を広く知ってもらうことを目的に活動し、クルド学生連盟や他国の学生団体とも交流している。2018年にはイラクのクルド自治区を訪問し、シリアのコバニ出身のクルド人留学生による講演会も開催した。

## 関連書籍
研究書・学術書
日本において在日クルド人について述べた初期の資料として、中島由佳利『新月の夜が明けるとき』（2003年）があり、近年の研究として山口昭彦編著『クルド人を知るための55章』（2019年）がある。日本でのクルド人研究としては先駆的とされる中川喜与志『クルド人とクルディスタン』（2001年）のほか、髙橋誠一「クルド問題をめぐる公共圏とその変容」（宮島喬、吉村真子編著『移民・マイノリティと変容する世界』収録、2021年）、今井宏平「クルド問題 非国家主体の可能性と限界」（2022年）などがある。
ノンフィクション・ルポルタージュ
『ぼくたちクルド人』（2022年）は、在日クルド人の子どもや家族の生活や困難について、中学生から読めるヤングアダルト向けのノンフィクションとして描いている。『日本で生きるクルド人』（2023年）は、入管問題や地域社会での暮らしを取材したルポルタージュである。
絵本・体験記
『私は十五歳』（2024年、原案＝アズ・ブローマ）は、難民申請が却下されて在留資格を失った在日クルド人少女の実体験に基づく絵本。仮放免の不安定な状況やヘイトスピーチ、人権問題に直面しながらも将来を夢見る姿を描いている。

## 関連する映画
- 『バックドロップ・クルディスタン』（2007年）：在日クルド人家族を扱ったドキュメンタリー映画。
- 『東京クルド』（2021年）：難民申請を求める2人の在日クルド人青年を追ったドキュメンタリー映画。ドイツ・ニッポン・コネクションTokyo Docs賞[334]、韓国・全州国際映画祭 審査員特別賞[335]などを受賞。
- 『牛久』（2021年）：茨城県牛久市の東日本入国管理センターに収容されたクルド人を含む外国人の証言を通じて、日本の入管施設における人権侵害の実態を告発したドキュメンタリー映画[293][294][336]。2020年ドイツ・ニッポン・コネクション映画祭ニッポン・ドックス賞（観客賞）、2021年韓国DMZ国際ドキュメンタリー映画祭アジア部門最優秀賞、2021年オランダ・カメラジャパン映画祭観客賞、2022年日本外国特派員協会「報道の自由」賞を受賞[293][294]。
- 『地図になき、故郷からの声 Voices from the homeland』（2021年）：クルドの伝統的な語り部であるDengbêjをテーマにしたドキュメンタリー映画。トルコ南東部のクルド人居住地域と日本の埼玉県川口市などで撮影され、クルド文化の継承と変容を描く。2021年東京ドキュメンタリー映画祭短編部門グランプリおよび大阪観客賞を受賞[337][338]。
- 『マイスモールランド』（2022年）：川口市を舞台に、クルドと日本のアイデンティティーをもつ女子高生を主人公とした劇映画。
  - 小説版（川和田恵真著、2022年、講談社）

## 関連文献
- 鈴木慶孝「現代トルコにおけるクルド市民への社会的排除に関する一考察 : 国内避難民問題に関する報告書を中心として」『法學政治學論究 : 法律・政治・社会』第99巻、慶應義塾大学大学院法学研究科内『法学政治学論究』刊行会、2013年12月、199-229頁、2024年9月3日閲覧。
- 中島直美『クルドの食卓』ぶなのもり、2022年。 - 日本で生きるクルド人が自宅で作るクルド料理のレシピを掲載。
- 道家木綿子, 辻惠介, 大山みち子「在日クルド人難民申請者のメンタルヘルス--来日後の収容経験」『こころと文化 = Psyche & culture』第6巻第1号、多文化間精神医学会、2007年2月、51-60頁、2024年9月3日閲覧。
- 『難民を追いつめる国：クルド難民座り込みが訴えたもの』（クルド人難民二家族を支援する会、2005年、緑風出版） - 日本の難民認定の厳しさや、強制送還に抗議して国連大学前で72日間座り込んだクルド人難民家族の闘いを記録した報告書。
- 『ルポ 入管：絶望の外国人収容施設』（平野雄吾、2020年、筑摩書房） - 入管施設内での暴行や医療放置などの実態を取材し、日本の入管制度の問題点を明らかにしたルポルタージュ。
- 『クルドの夢 ペルーの家：日本に暮らす難民・移民と入管制度』（乾英理子、2021年、論創社） - 日本で暮らすクルド人家族と日系ペルー人家族の生活を通じて、難民や移民の現状と共生の課題を描く。
- 『やさしい猫』（中島京子:著、2021年、中央公論新社）：入管行政で迫害される外国人の問題をテーマにした小説。主人公が恋する少年は、両親が難民申請中のクルド人である。
- 『入管問題とは何か：終わらない〈密室の人権侵害〉』（2022年、明石書店）第4章「支援者としていかに向き合ってきたか（周香織）」 - 日本の入管収容施設におけるクルド人を含む外国人の人権侵害の実態を明らかにし、難民や非正規滞在者に対する差別的な処遇や政策の問題点を批判的に分析した論考。